# 舒格克里克鎮區 (愛荷華州保厄希克縣)
舒格克里克鎮區（英語：Sugar Creek Township）是位於美國愛荷華州保厄希克縣的一個行政鎮區。

## 地方資料
根據2010年美國人口普查的數據，舒格克里克鎮區的面積為98.35平方千米，當中陸地面積為98.24平方千米，而水域面積為0.11平方千米。當地共有人口434人，而人口密度為每平方千米4.41人。